# مو (مدينة)
مو أو مالص أو مالز (بالفرنسية: Meaux)‏ هي مدينة تابعة للإقليم سين ومارن في المنطقة إيل دي فرانس.
يقطنها حوالي 3686 ساكن حسب إحصائيات 2009.

## الجغرافيا
تبعد المدينة بحوالي 41 كلمترا شرق كاتدرائية نوتردام دو باري. تبعد حوالي 60 كلم من الشمال الشرقي للعاصمة باريس.

## التاريخ

### المعارك والحصارات
تعرف مدينة مو بحصار مو وبمعركة مو.

## النقل
يمر بالمدينة القطار التابع للشبكة بي (بالفرنسية: P)‏

## توأمة
لمو (مدينة) اتفاقيات توأمة مع كل من:
- هايليغنهاوس
- Basildon [الإنجليزية]‏

## أعلام
- باول كارتون
- مارسيل تيسيران
- هوجير الدانماركي
- عبد الفتاح سافي
- ألكسس سوير
- روبرت الثاني كونت فلاندر
- اندري ايبيتارن
- بول موكيلا